# Matthew Barrett (Theologe)
Matthew Michael Barrett (* 1982 in den Vereinigten Staaten) ist ein US-amerikanischer anglikanischer, ehemals baptistischer (Southern Baptist Convention), Theologe und Forschungsprofessor am Trinity Anglican Seminary sowie Gründer und Chefredakteur (Editor-in-Chief) des Onlinemagazins Credo, wofür er einen Podcast betreibt.

## Leben
Barrett absolvierte ein Bachelorstudium (BA) an der Biola University und einen Master (MDiv) am Southern Baptist Theological Seminary, wo er auch promovierte.
Er lehrte als Assistant Professor of Christian Studies an der California Baptist University. Von dort ging er ans Midwestern Baptist Theological Seminary, wo er als Associate Professor für christliche Theologie wirkte.
Nach acht Jahren am Midwestern Baptist Theological Seminary wechselte er 2025 ans Trinity Anglican Seminary. Barretts Weggang erzeugte innerkirchliche Aufmerksamkeit in seiner ehemaligen Denomination und war Folge seiner Hinwendung zum Anglikanismus und einer Distanzierung von Standpunkten (Nichtaufnahme des Nizänischen Bekenntnisses in The Baptist Faith and Message; Akzeptanz/Lehre von Eternal functional subordination innerhalb der SBC) und Strukturen (Kirchenorganisation) in der SBC.

### Privates
Matthew Barrett ist mit Elizabeth verheiratet. Das Ehepaar hat vier Kinder. Seine Familie besucht die St. Aidan’s Anglican Church (ACNA) in Kansas City, Missouri.

### Auszeichnungen
- 2022 Christianity-Today-Book-Award in Theology and Ethics für Simply Trinity: The Unmanipulated Father, Son, and Spirit[8][9]
- 2024 TCG-Book-Award in Theological Studies für On classical Trinitarianism. Retrieving the nicene doctrine of the triune God[10]

## Veröffentlichungen (Auswahl)
Monographien
- The Grace of Godliness. An Introduction to Doctrine and Piety in the Canons of Dort. Sola Scriptura Ministries International 2013, ISBN 978-1894400527.
- mit Michael A. G. Haykin: Owen on the Christian life. Living for the glory of God in Christ. Vorwort von Carl R. Trueman. Crossway, Wheaton, Illinois 2015, ISBN 978-1433537288.
- God's word alone. The authority of scripture: what the reformers taught … and why it still matters. Zondervan, Grand Rapids 2016, ISBN 978-0310515722.
- Canon, covenant and Christology. Rethinking Jesus and the scriptures of Israel. Apollos; IVP Academic, London, England, Downers Grove, Illinois 2020, ISBN 978-0830829293.
- Simply Trinity. The Unmanipulated Father, Son, and Spirit. Baker Books, Grand Rapids 2021, ISBN 978-1540900074.
- The Reformation as renewal. Retrieving the One, Holy, Catholic, and Apostolic church: an intellectual and theological history. Zondervan Academic, Grand Rapids, Michigan 2023, ISBN 9780310097556.

Herausgeberschaft
- mit J. Todd Billings (Hrsg.): On classical Trinitarianism. Retrieving the nicene doctrine of the triune God. IVP Academic, Downers Grove, Il 2024, ISBN 978-1514000342.